# Kallikomo
Kallikomo  este un oraș în Grecia în prefectura Elida.